# The Devil's Rain
The Devil's Rain es el sexto álbum de estudio de la banda estadounidense The Misfits, publicado el 4 de octubre de 2011. Fue producido por Ed Stasium y la carátula fue diseñada por Arthur Suydam. 
Cuenta con regrabaciones de nuevas versiones de las dos canciones del último sencillo de la banda, Land of the Dead, que también fueron lanzados en un sencillo titulado Twilight of the Dead.

## Listado de temas
Todas las canciones fueron escritas por Jerry Only, excepto algunas.
1. The Devil's Rain - 3:22
2. Vivid Red - 1:55
3. Land of the Dead - 2:13
4. The Black Hole - 1:50
5. Twilight of the Dead - 2:33
6. Curse of the Mummy's Hand - 3:49
7. Cold in Hell - 2:50
8. Unexplained - 3:03
9. Dark Shadows - 3:40
10. Father - 3:39
11. Jack the Ripper - Dez Cadena - 3:49
12. Monkey's Paw - Daniel Rey, Jerry Only - 2:47
13. Where Do They Go? - 2:39
14. Sleepwalkin' - Jerry Only, Ed Stasium - 4:13
15. Ghost of Frankenstein - 2:55
16. Death Ray - Dez Cadena - 4:58

## Miembros
- Jerry Only: voz y bajo eléctrico.
- Dez Cadena: guitarra eléctrica y coros.
- Eric Arce: batería.

- Datos: Q1111997